# Říkov
Říkov település Csehországban, Náchodi járásban. Říkov Dolany, Velká Jesenice, Velký Třebešov, Česká Skalice és Rychnovek településekkel határos. Lakosainak száma 247 fő (2024. január 1.).

## Népesség
A település lakosságának változását az alábbi diagram mutatja:
| Lakosok száma | 351  | 308  | 274  | 216  | 171  | 190  | 204  | 224  | 224  | 247  |
|               | 1869 | 1900 | 1921 | 1961 | 1980 | 2011 | 2016 | 2019 | 2021 | 2024 |